# Мартинсвил (Илиноис)
Мартинсвил (енгл. Martinsville) град је у америчкој савезној држави Илиноис. По попису становништва из 2010. у њему је живело 1.167 становника.

## Демографија
Према попису становништва из 2010. у граду је живело 1.167 становника, што је 58 (4,7%) становника мање него 2000. године.
| Група             | 2000.         | 2010.         |
| Белци             | 1.215 (99,2%) | 1.132 (97,0%) |
| Афроамериканци    | 0 (0,0%)      | 6 (0,5%)      |
| Азијати           | 1 (0,1%)      | 1 (0,1%)      |
| Хиспаноамериканци | 3 (0,2%)      | 11 (0,9%)     |
| Укупно            | 1.225         | 1.167         |